# Festival v Sopotech
Festival v Sopotech (polsky: Polsat Sopot Festival, původně Międzynarodowy Festiwal Piosenki, v letech 1977–1980 Międzynarodowy Festiwal Interwizji, od roku 1992 do 2009 Sopot Festival, od 2012 do 2013 Sopot Top of the Top Festival, od 2014 Polsat Sopot Festival) je mezinárodní hudební festival, který se koná v polských Sopotech.

## Vítězové festivalu
| Pořadí | Datum                  | Místo  | Umělec                   | Píseň                              | Stát           |
| ------ | ---------------------- | ------ | ------------------------ | ---------------------------------- | -------------- |
| 1      | 25.-27. srpna 1961     | Gdańsk | Jo Roland                | „Nous deux”                        | Švýcarsko      |
| 2      | 6. a 7. srpna 1962     | Gdańsk | Jeanne Yovanna           | „Ti krima”                         | Řecko          |
| 3      | 15., 16. srpna 1963    | Gdańsk | Tamara Mjansarovová      | „Pusť vsegda budět solnce”         | SSSR           |
| 3      | 15., 16. srpna 1963    | Gdańsk | Simone Langlois          | „Toi et ton sourire”               | Francie        |
| 4      | 6.-12. srpna 1964      | Sopot  | Nadia Constantopoulou    | „Je te remercie mon coeur”         | Řecko          |
| 5      | 5. srpna 1965          | Sopot  | Monique Leyrac           | „Mon pays”                         | Kanada         |
| 6      | 25. a 26. srpna 1966   | Sopot  | Lana Cantrell            | „I’m All Smiles”                   | USA            |
| 7      | 17. srpna 1967         | Sopot  | Dana Lerska              | „Po prostu jestem”                 | Polsko         |
| 8      | 24. srpna 1968         | Sopot  | Urszula Sipińska         | „Po ten kwiat czerwony”            | Polsko         |
| 9      | 27. srpna 1969         | Sopot  | Henri Dès                | „Maria Consuella”                  | Švýcarsko      |
| 10     | 27. srpna 1970         | Sopot  | Robert Charlebois        | „Ordinaire”                        | Kanada         |
| 11     | 26. srpna 1971         | Sopot  | Samantha Jones           | „He Moves Me”                      | Velká Británie |
| 12     | 23. srpna 1972         | Sopot  | Andrzej Dąbrowski        | „Do zakochania jeden krok”         | Polsko         |
| 12     | 23. srpna 1972         | Sopot  | Lev Leščenko             | „Ja ně byl s nim znakom”           | SSSR           |
| 13     | 21. a 22. srpna 1973   | Sopot  | Tony Craig               | „Can You Feel It”                  | Velká Británie |
| 14     | 21. a 22. srpna 1974   | Sopot  | Marion Rung              | „Uskon lauluun”                    | Finsko         |
| 15     | 20. a 21. srpna 1975   | Sopot  | Glen Weston              | „I Still Love You”                 | Velká Británie |
| 16     | 25. a 26. srpna 1976   | Sopot  | Irina Ponarovskaja       | „Toropos”                          | SSSR           |
| 17     | 26. srpna 1977         | Sopot  | Helena Vondráčková       | „Malovaný džbánku”                 | Československo |
| 17     | 26. srpna 1977         | Sopot  | Farah Maria              | „El recuerdo de aquel”             | Kuba           |
| 17     | 26. srpna 1977         | Sopot  | Zdzisława Sośnicka       | „Kochać znaczy żyć”                | Polsko         |
| 18     | 24. srpna 1978         | Sopot  | Alla Pugačova            | „Vsjo mogut koroli”                | SSSR           |
| 18     | 24. srpna 1978         | Sopot  | Václav Neckář            | „Patrik”                           | Československo |
| 18     | 24. srpna 1978         | Sopot  | Dream Express            | „Just Wanna Dance with You”        | Belgie         |
| 19     | 24. srpna 1979         | Sopot  | Czesław Niemen           | „Nim przyjdzie wiosna”             | Polsko         |
| 19     | 24. srpna 1979         | Sopot  | Kessy                    | „Ke ti den thadina”                | Řecko          |
| 20     | 20.-22. srpna 1980     | Sopot  | Marion Rung              | „Where Is the Love”                | Finsko         |
| 20     | 20.-22. srpna 1980     | Sopot  | Marika Gombitová         | „I Want to Share with You”         | Československo |
| 20     | 20.-22. srpna 1980     | Sopot  | Mykola Hnatiuk           | „Na větrach osiennich”             | SSSR           |
| 20     | 20.-22. srpna 1980     | Sopot  | Jigsaw                   | „Sky High”                         | Velká Británie |
| 20     | 20.-22. srpna 1980     | Sopot  | Vox                      | „Bananowy song”                    | Polsko         |
| 21     | 15. a 16. srpna 1984   | Sopot  | Krystyna Giżowska        | „Blue Box”                         | Polsko         |
| 21     | 15. a 16. srpna 1984   | Sopot  | Anne Veski               | „Naděžda gasnět”                   | SSSR           |
| 21     | 15. a 16. srpna 1984   | Sopot  | Lux                      | „I Am Free”                        | SRN            |
| 21     | 15. a 16. srpna 1984   | Sopot  | Eva Maria Pickert        | „Krei zu sein”                     | NDR            |
| 22     | 21.-28. srpna 1985     | Sopot  | Herreys                  | „Summer Party”                     | Švédsko        |
| 22     | 21.-28. srpna 1985     | Sopot  | Hans Vermuatrn           | „I Only Know My Name”              | Nizozemsko     |
| 23     | 1986                   | Sopot  | Mara Getz                | „Hero of My Heart”                 | USA            |
| 23     | 1986                   | Sopot  | Vicki Benckert           | „Gråt inte Eva”                    | Švédsko        |
| 24     | 19.-21. srpna 1987     | Sopot  | Double Take              | „Rockola”                          | SRN            |
| 24     | 19.-21. srpna 1987     | Sopot  | Maywood                  | „Stay with Me”                     | Nizozemsko     |
| 25     | 17.-19. srpna 1988     | Sopot  | Kenny James              | „The Magic in You”                 | USA            |
| 26     | 17. a 18. srpna 1989   | Sopot  | Dance With The Strangers | „By”                               | Norsko         |
| 26     | 17. a 18. srpna 1989   | Sopot  | Mieczysław Szcześniak    | „Who Loves People”                 | Polsko         |
| 27     | 17. srpna 1990         | Sopot  | Lora Szafran             | „Trust Me at Once”                 | Polsko         |
| 28     | 23. a 24. srpna 1991   | Sopot  | New Moon                 | „Ice”                              | Lotyšsko       |
| 29     | 27. srpna 1992         | Sopot  | Edyta Bartosiewicz       | „Love”                             | Polsko         |
| 29     | 27. srpna 1992         | Sopot  | Sisqó                    | bd.                                | Rakousko       |
| 29     | 27. srpna 1992         | Sopot  | Maanam                   | „W ciszy nawet kamień rośnie”      | Polsko         |
| 30     | 27. srpna 1993         | Sopot  | Arina                    | „Rain Is Coming Down”              | Litva          |
| 31     | 26. srpna 1994         | Sopot  | Varius Manx              | „Zanim zrozumiesz”                 | Polsko         |
| 32     | 25. srpna 1995         | Sopot  | Kasia Kowalska           | „A to co mam...”                   | Polsko         |
| 33     | 22. srpna 1997         | Sopot  | Total Touch              | „Somebody Else’s Lover”            | Nizozemsko     |
| 34     | 21. srpna 1998         | Sopot  | Alex Baroni              | „Male che fa male”                 | Itálie         |
| 35     | 20.-22. srpna 1999     | Sopot  | Małgorzata Ostrowska     | „Lawa”                             | Polsko         |
| 36     | 18. a 19. srpna 2000   | Sopot  | Helena Vondráčková       | „Veselé Vánoce a šťastný nový rok” | Česko          |
| 37     | 24. a 25. srpna 2001   | Sopot  | Natacha Atlas            | „Ayeshteni”                        | Belgie         |
| 38     | 23. a 24. srpna 2002   | Sopot  | Irena Santor             | „Jeszcze kochasz mnie”             | Polsko         |
| 39     | 22. a 23. srpna 2003   | Sopot  | Skaldowie                | „Hymn o miłości”                   | Polsko         |
| 40     | 2.-4. září 2005        | Sopot  | Andrzej Piaseczny        | „Z głębi duszy”                    | Polsko         |
| 41     | 1.-3. září 2006        | Sopot  | Mattafix                 | „Big City Life”                    | Velká Británie |
| 42     | 31. srpna-2. září 2007 | Sopot  | Feel                     | „A gdy jest już ciemno”            | Polsko         |
| 43     | 23. a 24. srpna 2008   | Sopot  | Oh Laura                 | „Release Me”                       | Švédsko        |
| 44     | 22. a 23. srpna 2009   | Sopot  | Gabriella Cilmi          | „Sweet About Me”                   | Austrálie      |
| 45     | 24. a 25. srpna 2012   | Sopot  | Eric Saade               | „Hotter Than Fire”                 | Švédsko        |
| 46     | 23. a 24. srpna 2013   | Sopot  | Imany                    | „You Will Never Know”              | Francie        |
| 47     | 22. a 23. srpna 2014   | Sopot  | Ewa Farna                | „Cicho”                            | Česko          |
| 48     | 21. a 22. srpna 2015   | Sopot  |                          |                                    |                |